# Joachim Hemmerling
Joachim Hemmerling (* 24. Februar 1926) ist ein ehemaliger deutscher Jurist und Hochschullehrer. Er war von 1961 bis 1990 Präsident des Amtes für Erfindungs- und Patentwesen der DDR.

## Leben
Hemmerling, Sohn eines Arbeiters, erlernte den Beruf des Mechanikers. Während des Zweiten Weltkriegs leistete er Kriegsdienst in der Wehrmacht, geriet in sowjetische Kriegsgefangenschaft und besuchte die Antifa-Schule 2040.
Nach seiner Rückkehr nach Deutschland wurde er Mitglied der Sozialistischen Einheitspartei Deutschlands (SED) und studierte Rechtswissenschaften. Er wurde Staatsanwalt und 1949 Hauptreferent für Schulung im Justizministerium des Landes Brandenburg. Anschließend war er an der Volksrichterschule Potsdam-Babelsberg tätig. Nach einer wissenschaftlichen Aspirantur am Lehrstuhl für Politökonomie am Institut für Gesellschaftswissenschaften beim ZK der SED wurde er am 5. September 1955 als erster Doktorand des Instituts zum Dr. oec. promoviert. Im Jahr 1956 wurde er stellvertretender Leiter des Staatlichen Vertragsgerichts der DDR, später Direktor des Instituts für Staats- und Rechtstheorie an der Humboldt-Universität zu Berlin. Im Oktober 1961 wurde er zum Präsidenten des Amtes für Erfindungs- und Patentwesen der DDR berufen (Nachfolger von Gerhard Rudolph). Dieses Amt hatte er bis September 1990 inne.
Hemmerling war Dozent für Wirtschaftsrecht an der Humboldt-Universität, von Oktober 1962 bis 1989 Vizepräsident der Vereinigung Demokratischer Juristen der DDR, Vizepräsident der Vereinigung für gewerblichen Rechtsschutz der DDR, leitendes Mitglied der Weltorganisation für geistiges Eigentum und Professor für Neuererrecht.  Am 18. Dezember 1988 wurde er zum Vorsitzenden des neugebildeten Büros für Erfindungswesen des RGW gewählt.

## Auszeichnungen
- 1966 Vaterländischer Verdienstorden in Bronze und 1974 in Silber